# Будиночок для равлика (мультфільм)
«Будиночок для равлика» — український анімаційний фільм 2005 року студії Укранімафільм, режисер — Олег Педан.

## Сюжет
Автор розповідає про нелегке життя равликів коли ті опиняються поза своєю хаткою.

## Над фільмом працювали
- Автор сценарію і режисер: Олег Педан;
- Художник-постановник: Ігор Котков;
- Композитор: Олександр Спаринський;
- Кінооператор: Олександр Ніколаєнко;
- Звукорежисер: Вадим Пашкевич;
- Розробка та виготовлення персонажів: Олег Педан, Ігор Котков;
- Аніматори: Сергій Мельниченко, Олег Педан;
- Комп'ютерна обробка: Віктор Радкевич, Г. Ніконова, Ігор Кривонос;
- Художники: Анатолій Радченко, Вадим Гахун, Ярослава Руденко-Шведова (у титрах Я. Руденко);
- Текст читає: Юрій Коваленко;
- Асистент режисера: Людмила Скройбіж;
- Монтаж: Лідія Мокроусова;
- Редактор: Світлана Куценко;
- Директор знімальної групи: В'ячеслав Кілінський.